# Ото VI фон Оксенщайн
Ото VI фон Оксенщайн (на немски: Otto VI von Ochsenstein; † 1377) е господар на Оксенщайн в Ортенау.

## Произход
Той е син на Ото V фон Оксенщайн († 19 октомври 1327), фогт в Ортенау, Елзас и Шпайергау, и съпругата му Херцеланда фон Пфирт († 3 април 1317), дъщеря на Теобалд II (Тибо) фон Пфирт, херцог на Елзас, граф на Пфирт († сл. 1309) и Катарина фон Клинген († 1296).

## Фамилия
Ото VI фон Оксенщайн се жени за Елизабет фон Хесен († 1339), дъщеря на ландграф Йохан фон Хесен († 1311) и Аделхайд фон Брауншвайг-Гьотинген († 1311). Те имат децата:
- Йохан фон Оксенщайн († 9 юли 1386, Земпах), фрайхер на Оксенщайн
- Ото VII фон Оксенщайн († сл. 1401), женен за фон Кибург
- Мена фон Оксенщайн († 1377)
- Рудолф II фон Оксенщайн († пр. 27 март 1400), господар на Оксенщайн, женен I. за София фон Раполтщайн, II. за Кунигунда фон Геролдсек († 1403)
- Аделхайд фон Оксенщайн († 1386), омъжена за граф/пфалцграф Рудолф IV/VI фон Тюбинген-Херенберг-Гултщайн († 8 декември 1356)
- Лудвиг фон Оксенщайн (* пр. 1366 – ?)
- Хайнрих фон Оксенщайн (* пр. 1366 – ?)